# BN international
BN International — голландська компанія, що спеціалізується на виробленні шпалерної продукції.

## Історія
BN International була створена в 1926 році під оригінальною назвою Balatum NV, спочатку як торгова організація бавовняних балок, виготовлених у Бельгії. У 1929 році придбаний «Nederlandse Vloerzeilfabriek» (Голландський завод з переробки натуральних матеріалів), після чого «Балатум» може використовувати мітку «виробляється в Голландії». Через зменшення попиту в період економічної кризи 30-х років відбувся перехід у післявоєнний період, до виготовлення тканини для обв'язування тканин та облицювання облицювальними матеріалами.
1 січня 1979 року назва компанії офіційно замінено на BN International. У наступні роки виробництво шпалер додається до портфеля виробів. У 1994 році придбано Platex (Чехія), що задовольняє попит на наждачний одяг. Через кілька років компанія BN International розширює свою діяльність у зв'язку з придбанням Tektura у 1999 році, що є дистриб'ютором контрактних покриттів у Великій Британії. Наші високоякісні продукти в даний час продаються по всьому світу через широку мережу дистриб'юторів. У Нідерландах та Німеччині Voca BV (100 % дочірня компанія BN International) відповідає за розподіл житлових облицювальних покриттів на споживчому ринку.

## Технічні характеристики
Для BN International важливо доставити продукти високої якості, тому всі нові продукти перевірені в відділі досліджень та розвитку. Також це місце, де розробляються нові покриття (наприклад: «Сундай Охорона здоров'я»).
Всі продукти BN відповідають найвищим вимогам: вогнестійкість, легка стійкість і стираність. Усі продукти виробляються в Нідерландах відповідно до жорстких правил якості, які вимагає Система якості від Технічної лабораторії. У виробничому процесі ми дуже чутливі до підтримки чистого та безпечного середовища, і вони переробляють чорнило та вініли після обробки.